# Útok titánů
Útok titánů (japonsky 進撃の巨人, Šingeki no kjodžin, známo také pod oficiálním anglickým názvem Attack on Titan) je japonská manga, kterou kreslí a píše Hadžime Isajama. Manga vycházela v časopise Bessacu šónen Magazine od září 2009 do dubna 2021 v celkem třiceti čtyřech svazcích tankóbon. Manga získala velkou popularitu zejména poté, co se začala od dubna do září 2013 vysílat její stejnojmenná 25dílná anime adaptace z dílny studií Production I.G a Wit Studio. Vydáno bylo také několik dalších doprovodných mang, her, light novel a na motivy mangy se také chystá dvojice celovečerních hraných filmů.
Příběh se odehrává v postapokalyptickém světě, kde lidstvo žije ve městech obehnaných vysokými zdmi. Tyto zdi mají obyvatele chránit před titány, obřími humanoidy, kteří bez zjevného důvodu požírají lidi. Hlavními postavami jsou Eren Jäger, jeho nevlastní sestra Mikasa Ackerman a jejich kamarád z dětství Armin Arlert. Po útoku kolosálního titána přísahá Eren pomstu a vyhlazení všech titánů. Později se trojice přidává k průzkumné legii, která bojuje proti titánům vně hradeb.
Koncem roku 2014 začalo tuto mangu vydávat nakladatelství CREW v češtině.

## Příběh

### Svět
Titáni (japonsky 巨人, kjodžin) se poprvé objevili před stovkou let před začátkem příběhu a téměř vyhladili většinu lidské populace. Lidé, kterým se podařilo přežít, vybudovali 50 metrů vysoké hradby kruhového půdorysu, které jsou vyšší než titáni. Tři hlavní hradby jsou pojmenovány – zeď Maria (japonsky ウォール・マリア, Wóru Maria), zeď Rose (japonsky ウォール・ローゼ, Wóru Róze) a zeď Sina (japonsky ウォール・シーナ, Wóru Šína). Uvnitř těchto hradeb žili lidé více než sto let v míru, mnoho lidí se dokonce za celý svůj život nesetkalo s žádným titánem.
Titáni jsou obři, vzhledem připomínající člověka bez genitálií a v některých případech i bez kůže. Jsou vysocí 3 až 15 metrů, výjimečně se objevují i vyšší. Titáni jednají instinktivně a bez zjevné inteligence; dokud cítí přítomnost člověka, snaží se k němu přiblížit a sežrat ho. I přes to dokáží přežít bez potravy libovolně dlouhou dobu, energii pravděpodobně čerpají ze slunce. Jejich těla jsou vzhledem k velikosti nepřiměřeně lehká, kůži mají tvrdou a velmi rychle se regenerují (dokonce i při ztrátě celé končetiny nebo hlavy se dokáží během chvíle regenerovat). Titáni mají jediné známé slabé místo – šíji, která pokud je přeseknuta způsobí okamžitou smrt titána. Jejich původ nebo motivace je lidstvu dlouho neznámá, nakonec se však ukáže, že jde o lidi z rasy eldianů, které do titání podoby přeměňuje totalitní vláda země Marley, a to za protistátní prohřešky (například snahu o obnovu Eldie). Jediným známým způsobem, jak se titán může navrátit do lidské podoby, je sežrat někoho, kdo má schopnost se přeměňovat vědomě (například tedy Erena) na jednoho z 9 zakládajících titánů, přičemž převezme i jeho moc a specifické druhy titánů, které předchozí majitel držel. Pokud držitel titání moci zahyne, aniž by byl sežrán jiným titánem, přejde jeho moc na náhodného eldiana, který se narodí po jeho smrti.
Aby mohlo lidstvo proti titánům bojovat, bylo vynalezeno speciální zařízení, připomínající horolezecký sedací úvaz s dvojicí navíjecích ocelových lanek poháněných stlačeným plynem a sadou výměnných čepelí, které nositeli umožňuje pohyb do stran i do výšky. Toto zařízení se nazývá prostorové manévrovací zařízení (japonsky 立体機動装置 Rittai kidó sóči). S tímto vybavením se učí pracovat všechny armádní jednotky a je nezbytné k boji proti titánům, jelikož představuje jediný účinný způsob, jak přeseknou titánovu šíji.
Armáda je ve městě založena za účelem obrany a výzkumu titánů. Dělí se na tři hlavní divize – Vojenskou policii (japonsky 憲兵団, Kenpeidan), Armádní sbor (japonsky 駐屯兵団, Čúton heidan) a Průzkumnou legii (japonsky 調査兵団, Čósa heidan). Nováčci jsou automaticky zařazeni do výcvikové jednotky, kde se několik let trénují a poté si mohou na základě svých schopností svolit jednu ze tří divizí.
Vojenská policie se skládá z elitních vojáků, jejichž hlavním úkolem je chránit krále, udržovat pořádek a vynucovat právo v hlavní části města, uvnitř hradeb Sina. Každý rok se do vojenské policie může zařadit deset nejschopnějších nováčků z výcvikové jednotky. Vojenská policie by tak měla být nejschopnější a nejlépe vybavená divize. Jejich členové jsou ale líní, úplatní a zneužívají své postavení. I přesto se většina nováčků chce k této divizi připojit, protože jsou jediní, kteří nemusí bojovat s titány.
Armádní sbor je největší ze všech divizí, má za úkol chránit a spravovat hradby. Členové sboru tak tvoří první obranou linii lidstva proti titánům. Před útokem a zničením zdi Maria byl armádní sbor plný neschopných vojáků, kteří neplnili své povinnosti. Po pádu hradby Maria se jejich přístup změnil a stali se velmi schopnými.
Průzkumná legie je divize s největší úmrtností svých vojáků. Hlavním úkolem tohoto sboru je bojovat s titány v jejich vlastním prostředí mimo hradby města. Zároveň se snaží odhalit více informací o titánech, jejich původu a možnostech, jak je zničit.

### Děj
Děj začíná přibližně sto let od doby, kdy se objevili titáni a téměř vyhladili lidstvo. Eren, Mikasa i Armin jsou svědky útoku Kolosálního titána (japonsky 超大型巨人, Čó-ógata kjodžin), který poničí hradbu Maria v blízkosti jejich usedlosti. Po tomto útoku začnou do města proudit menší titáni a požírat lidi. Eren je později svědkem smrti své matky, která uvázla v troskách jejich domu a je sežrána titánem. Po prvotním překvapení začne Armádní sbor evakuovat obyvatele žijící mezi zdí Rose a nyní pobořenou zdí Maria. Přeživší uprchlíci jsou dočasně ubytováni za zdí Rose.
Eren, Mikasa a Armin se přidají k armádě a jsou zařazeni do 104. výcvikové jednotky. Do ukončení základního výcviku jsou členové 104. jednotky dočasně umístěni na hradby Rose, poblíž městské čtvrti Trost. V tu chvíli se opět objeví gigantický titán a stejně jako před 5 lety i teď poničí část hradeb. Během nastávající bitvy je Eren před zraky Armina pozřen titánem.
Před svou smrtí Eren zjistí, že se dokáže silou vůle přeměnit v titána a tím se zachrání. Po skončení útoku a zabezpečení čtvrti Trost je zatčen, jelikož může představovat hrozbu. Během soudního procesu je Eren a jeho nově objevená schopnost předán průzkumné legii, kde je zařazen do elitní jednotky vedené kapitánem Levim.

### Postavy
Eren Jäger (japonsky エレン・イェーガー, Eren Iégá)
Hlavní hrdina příběhu. Poté, co titán zabije jeho matku, přísahá pomstu a smrt všem titánům. Později se společně se svými kamarády Arminem a Mikasou přidá k armádě bojující proti titánům. Jsou zařazeni do 104. výcvikové jednotky. Eren je během svého prvního boje sežrán titánem a díky tomu zjistí, že sám sebe dokáže proměnit v titána. V této pozměněné formě se pak snaží pomoci lidstvu a splnit svou přísahu vyhladit titány. Později vyhladí 80% lidské populace. V anime jej dabuje Júki Kadži, v hraných filmech jej hraje Haruma Miura.
Mikasa Ackerman (japonsky ミカサ・アッカーマン, Mikasa Akkáman)
Mikasa byla přijata neoficiálně do Jägerovy rodiny poté, co její rodiče byli zavraždeni otrokáři. Mikasa nebyla nikdy adoptovaná. Mikasa (a předtím i její matka) je poslední známý člověk pocházející z Asie (orientální). Mikasa je velmi schopný voják, armádní výcvik ukončila jako nejlepší z celé skupiny a později se přidává k jednotce průzkumných sborů. V anime ji dabuje Jui Išikawa, v hraných filmech ji hraje Kiko Mizuhara.
Armin Arlert (japonsky アルミン・アルレルト, Arumin Arureruto)
Kamarád Erena a Mikasy. Armin je velmi přemýšlivý a inteligentní, s přirozeným talentem pro strategii. Právě tyto vlastnosti mu pomáhají při výcviku a později v průzkumném sboru v armádě, kam se přihlásil společně s Erenem a Mikasou. Později se z něj stane Collosal Titan. V anime jej dabuje Marina Inoue, v hraných filmech jej hraje Kanata Hongó.
Levi Ackerman (japonsky リヴァイ・アッカーマン, Rivai Akkāman)
Velitel oddílu z Recon Corps, později odhaleno, že i příbuzný Mikasy Ackerman. Často je oslovován jako Kapitán Levi. Levi je menší postavy, má rovné černé vlasy, a šedomodré oči. Je mu přibližně 30 let. Levi má rád uklízení, jeho prostředí musí být vždy bezchybně čisté. Je to velice zdatný bojovník a zabiják Titánů. Jeho počet zabití je tak velký, že ho sám ani neví. Podílel se na rozsudku Erena Jägera, kde ho poté přijmuli do Survey Corps (průzkumná jednotka). V anime jej dabuje Hiroši Kamija, v anglické verzi Matthew Mercer.

## Manga
Původní příběh píše a kreslí Hadžime Isajama a od roku 2009 jej vydavatelství Kódanša publikuje ve svém měsíčníku Bessacu šónen Magazine. Kapitoly jsou také vydávány v tankóbon formátu. Doposud bylo vydáno již 27 svazků o celkovém nákladu 36 milionů kopií. V pořadí dvanáctý díl ve formátu tankóbon vyšel v celkovém nákladu 2,2 milionu kopií, což z této mangy dělá druhou sérii, která překročila hranici 2 miliony výtisků na jeden díl.
V květnovém díle Bessacu šónen Magazine roku 2012 vyšla komediální spin-off série s názvem Šingeki! Kjodžin čúgakkó (japonsky 進撃！巨人中学校), kterou napsal Saki Nakagawa. Děj této série sleduje hlavní hrdiny jako studenty nižší střední školy, kteří bojují proti titánům. Další podobná série s názvem Šingeki no kjodžin: Before the Fall vyšla v srpnu 2013 v měsíčníku Gekkan šónen Sirus, jenž taktéž vydává nakladatelství Kódanša. Příběh této druhé série je založen na stejnojmenném románu autora Rjó Suzukazeho.
V Česku začala koncem roku 2014 manga vycházet pod názvem Útok titánů. Vydává ji nakladatelství CREW.

## Light novel
V roce 2011 vyšla třídílná série light novel s názvem Šingeki no kjodžin: Before the Fall (japonsky 進撃の巨人 Before the fall). Příběh napsal Rjó Suzukaze a ilustroval Thores Šibamoto. Děj všech tří dílů se odehrává před hlavní dějovou linií mangy. První díl sleduje kováře jménem Anheru, který sestrojil první prostorové manévrovací zařízení. Hrdinou zbylých dvou dílů je mladý muž, který byl jako dítě nalezen v břiše titána. Kromě Japonska tato série vyšla i ve Spojených státech.

## Anime
Animovanou adaptaci mangy režíroval Tecuró Araki (Death Note) a za její realizací stojí Wit Studio v koprodukci Production I.G. Svou premiéru si 25dílné anime v Japonsku odbylo od dubna do září 2013. Druhá řada anime seriálu se vysílala od 1. dubna do 17. června 2017. Třetí řada se vysílala od července 2018 a čtvrtá série (první část) od zimy 2021. Poslední díl vyšel 5.11. 2023 a trval přes 90 min.